# 安壮富士清也
安壮富士 清也（あそうふじ せいや、1976年1月17日 - ）は、青森県西津軽郡深浦町出身で伊勢ヶ濱部屋（入門時は安治川部屋）に所属した元大相撲力士。本名は杉野森 清寿（すぎのもり きよとし）、愛称はキヨ。身長180cm、体重126kg、血液型はO型。趣味はカラオケ、格闘技観戦。得意手は右四つ、投げ。最高位は東前頭13枚目（2006年11月場所）。実弟は元関脇安美錦。2011年の大相撲八百長問題にて引退勧告処分を受け、引退した。

## 来歴
旅館の長男として生まれ、幼い頃から弟・竜児と相撲を取っていた。鰺ヶ沢高校時代は青森県大会に入賞するなど活躍する。父の従兄弟が元横綱・旭富士という縁もあり、高校卒業と同時に安治川部屋に入門。1994年1月場所に初土俵を踏んだ。以降、三段目までは順調に番付を上げるが、小兵のため幕下で苦労し、弟の安美錦に番付を追い抜かれてしまった。しかし、以降は体重も徐々に増え、幕下上位でも勝ち越せるようになった。
2003年9月場所に十両に昇進。1場所で幕下に陥落したが、投げ技に磨きをかけ2005年1月場所に復帰すると十両に定着し、2005年3月場所と2006年5月場所は最高位の十両3枚目まで番付を上げたが、2場所とも負け越している。3度目の最高位となった2006年7月場所は9勝6敗の好成績を収めたが、西十両5枚目で10勝5敗の霜鳥など、好成績を挙げた力士が多数いたため新入幕は見送られた。しかし、翌9月場所には東十両筆頭の地位で千秋楽に勝ち越しを決め、翌11月場所において新入幕を果たした。この安壮富士の幕内昇進により、11月場所は露鵬・白露山、北桜・豊桜、安壮富士・安美錦と、史上初めて3組の兄弟が同時に幕内に在位するという場所となった。しかし11月場所では6勝9敗、続く2007年1月場所では4勝11敗と大きく負け越し、わずか2場所で十両に陥落し、以降は引退まで幕内への復帰は果たせなかった。なお、同年9月場所後の10月8日に兵庫県出身の女性との婚約を発表し、12月26日に挙式を行っている。
2007年5月場所では十両10枚目まで番付を落としたものの4場所ぶりに勝ち越した。その後数場所は十両下位に位置していたものの、2008年1月場所に西十両10枚目で5勝10敗と負け越したため幕下に陥落した。翌3月場所では東幕下3枚目で5勝2敗の好成績を残して同年5月場所で1場所での十両復帰を果たしたものの、その5月場所では6勝9敗と負け越して再び幕下に陥落した。翌7月場所では西幕下2枚目で5勝2敗と大きく勝ち越して1場所での十両への復帰を果たした。しかし東十両14枚目で迎えた9月場所では7勝8敗に終わり、またも幕下へ陥落した。11月場所では東幕下筆頭で6勝1敗と大きく勝ち越し、2009年1月場所で十両へ復帰した。2009年と2010年には一度も幕下へ陥落することなく、主に十両中位から下位に定着していた。
幕内・十両の取組の中で、海鵬、保志光等自分より小柄な力士には極端に相性が悪く、苦戦している。逆に猛虎浪には相性が良く、新入幕を決めた一番に勝ったのも猛虎浪であった。関取になってからは十両での9勝6敗が最高で、二桁の10勝以上に勝ち星を伸ばしたことがない。小兵であるがゆえに、その苦労がうかがい知れる力士だった。
4月1日、大相撲八百長問題に関する相撲協会臨時理事会の結果、引退勧告を受けた。訴訟を起こす考えもあったが「師匠に迷惑をかけられない」と4月4日に引退届を提出し、受理された。断髪式は5月29日に両国国技館の土俵上で行われた。八百長問題で引退した力士が断髪式で国技館の土俵を使用したのは彼が2人目（前日に春日王が国技館の土俵上で行っている）。
引退後は青森県に戻り、産業廃棄物処理などを請け負う会社の支店長を務めている。現役時代から歌唱力が高かったことでも知られており、2022年2月19日に行われた誉富士の引退相撲および同年5月29日に行われた弟の引退相撲では久々に両国国技館に姿を見せ、相撲甚句を披露した。

## 主な成績

### 通算成績
- 通算戦歴：517勝478敗7休 勝率.520
- 幕内成績：10勝20敗 勝率.333
- 現役在位：103場所
- 幕内在位：2場所

### 各段優勝
- 序二段優勝：1回（1994年9月場所）

### 場所別成績
| | 一月場所 初場所（東京） | 三月場所 春場所（大阪） | 五月場所 夏場所（東京） | 七月場所 名古屋場所（愛知） | 九月場所 秋場所（東京） | 十一月場所 九州場所（福岡） |
| --- | ----------------------- | ----------------------- | ----------------------- | --------------------------- | ----------------------- | --------------------------- |
| 1994年 （平成6年） | （前相撲）              | 西序ノ口49枚目 4–3      | 東序二段177枚目 6–1     | 東序二段84枚目 6–1          | 東序二段14枚目 優勝 7–0 | 東三段目27枚目 2–5          |
| 1995年 （平成7年） | 西三段目53枚目 3–4      | 東三段目71枚目 4–3      | 西三段目50枚目 3–4      | 西三段目65枚目 6–1          | 東三段目15枚目 4–3      | 東三段目3枚目 3–4           |
| 1996年 （平成8年） | 西三段目17枚目 4–3      | 東三段目6枚目 1–6       | 東三段目46枚目 3–4      | 東三段目65枚目 6–1          | 東三段目15枚目 4–3      | 西三段目2枚目 3–4           |
| 1997年 （平成9年） | 西三段目19枚目 3–4      | 西三段目34枚目 5–2      | 東三段目11枚目 5–2      | 西幕下45枚目 3–4            | 西三段目筆頭 6–1        | 東幕下32枚目 4–3            |
| 1998年 （平成10年） | 西幕下24枚目 5–2        | 東幕下12枚目 2–5        | 東幕下24枚目 3–4        | 西幕下33枚目 5–2            | 東幕下20枚目 3–4        | 西幕下26枚目 3–4            |
| 1999年 （平成11年） | 西幕下36枚目 0–0–7      | 東三段目16枚目 6–1      | 西幕下43枚目 5–2        | 東幕下28枚目 4–3            | 東幕下20枚目 2–5        | 西幕下31枚目 5–2            |
| 2000年 （平成12年） | 西幕下19枚目 3–4        | 西幕下28枚目 5–2        | 西幕下15枚目 4–3        | 西幕下10枚目 3–4            | 西幕下16枚目 2–5        | 西幕下28枚目 5–2            |
| 2001年 （平成13年） | 西幕下15枚目 3–4        | 東幕下25枚目 4–3        | 東幕下21枚目 3–4        | 西幕下30枚目 5–2            | 西幕下16枚目 5–2        | 西幕下9枚目 3–4             |
| 2002年 （平成14年） | 西幕下13枚目 1–6        | 西幕下32枚目 5–2        | 東幕下17枚目 4–3        | 東幕下11枚目 3–4            | 西幕下16枚目 6–1        | 東幕下4枚目 3–4             |
| 2003年 （平成15年） | 西幕下8枚目 3–4         | 西幕下14枚目 4–3        | 東幕下10枚目 6–1        | 東幕下2枚目 4–3             | 西十両12枚目 5–10       | 西幕下4枚目 3–4             |
| 2004年 （平成16年） | 東幕下7枚目 4–3         | 西幕下3枚目 2–5         | 西幕下14枚目 5–2        | 西幕下3枚目 6–1             | 西十両12枚目 6–9        | 西幕下筆頭 6–1              |
| 2005年 （平成17年） | 東十両9枚目 9–6         | 西十両3枚目 6–9         | 西十両6枚目 6–9         | 東十両9枚目 7–8             | 東十両10枚目 7–8        | 西十両10枚目 9–6            |
| 2006年 （平成18年） | 西十両5枚目 8–7         | 東十両4枚目 8–7         | 東十両3枚目 7–8         | 西十両3枚目 9–6             | 東十両筆頭 8–7          | 東前頭13枚目 6–9            |
| 2007年 （平成19年） | 東前頭15枚目 4–11       | 東十両7枚目 6–9         | 西十両10枚目 8–7        | 西十両7枚目 4–11            | 東十両14枚目 8–7        | 西十両12枚目 8–7            |
| 2008年 （平成20年） | 西十両10枚目 5–10       | 東幕下3枚目 5–2         | 西十両13枚目 6–9        | 西幕下2枚目 5–2             | 東十両14枚目 7–8        | 東幕下筆頭 6–1              |
| 2009年 （平成21年） | 東十両11枚目 7–8        | 西十両13枚目 9–6        | 東十両10枚目 9–6        | 西十両4枚目 6–9             | 東十両8枚目 9–6         | 東十両3枚目 6–9             |
| 2010年 （平成22年） | 東十両6枚目 8–7         | 東十両4枚目 7–8         | 東十両6枚目 6–9         | 西十両9枚目 7–8             | 東十両10枚目 8–7        | 東十両4枚目 6–9             |
| 2011年 （平成23年） | 東十両8枚目 8–7         | 八百長問題 により中止   | 東十両7枚目 引退 –      | x                           | x                       | x                           |
| 各欄の数字は、「勝ち-負け-休場」を示す。 優勝 引退 休場 十両 幕下 三賞：敢=敢闘賞、殊=殊勲賞、技=技能賞 その他：★=金星 番付階級：幕内 - 十両 - 幕下 - 三段目 - 序二段 - 序ノ口 幕内序列：横綱 - 大関 - 関脇 - 小結 - 前頭（「#数字」は各位内の序列） |                         |                         |                         |                             |                         |                             |

引退時の番付は2011年2月28日発表の順席による。

### 幕内対戦成績
| 力士名   | 勝数 | 負数 | 力士名 | 勝数 | 負数 | 力士名 | 勝数 | 負数 | 力士名 | 勝数 | 負数 |
| -------- | ---- | ---- | ------ | ---- | ---- | ------ | ---- | ---- | ------ | ---- | ---- |
| 岩木山   | 0    | 1    | 潮丸   | 0    | 2    | 皇司   | 2    | 0    | 鶴竜   | 1    | 0    |
| 春日王   | 0    | 1    | 春日錦 | 0    | 1    | 片山   | 0    | 1    | 北桜   | 1    | 0    |
| 高見盛   | 0    | 1    | 玉春日 | 0    | 2    | 玉乃島 | 1    | 0    | 時津海 | 1    | 0    |
| 土佐ノ海 | 0    | 2    | 栃乃花 | 0    | 2    | 豊桜   | 0    | 2    | 豊ノ島 | 0    | 1    |
| 白露山   | 1    | 1    | 嘉風   | 0    | 1    |        |      |      |        |      |      |

## 改名歴
- 杉野森 清也（すぎのもり せいや）1994年1月場所
- 安壮富士 清也（あそうふじ -）1994年3月場所 - 2011年4月

※安壮富士の四股名は、「勇壮な力士になれ」との願いを込めて安治川親方が命名。「清也」の名は、安治川の名前（正也）から。

## エピソード
- 2006年7月24日付の毎日新聞で、同じ十両の鶴竜と共に星取を間違えられた（間違えられたのは14日目の星取で、勝ったはずなのに、「●」と書かれていた）。翌日、星取表の訂正版が掲載された。
- 唯一、2度つきひざで敗れた力士である。
- 朝日山部屋後継者として期待されていた大真鶴が既存部屋継承限定の年寄襲名資格（関取20場所）にわずか1場所届かず角界を去って以降新たな部屋継承後継者として名前が挙がったが、1年ほどで上記のように不祥事により引退に追い込まれてしまった。
- 歌唱力があるといわれる[3]。